# Alexandre Lozovski
 (février 2021).
Ne doit pas être confondu avec Solomon Losovski.
Alexandre Borissovitch Lozovski (en russe Александр Борисович Лозовский ; 23 septembre 1907 - 26 février 1981) était un général de l'Armée soviétique.

## Biographie